# Kitzeck im Sausal
Kitzeck im Sausal osztrák község Stájerország Leibnitzi járásában. 2017 januárjában 1226 lakosa volt. 

## Elhelyezkedése

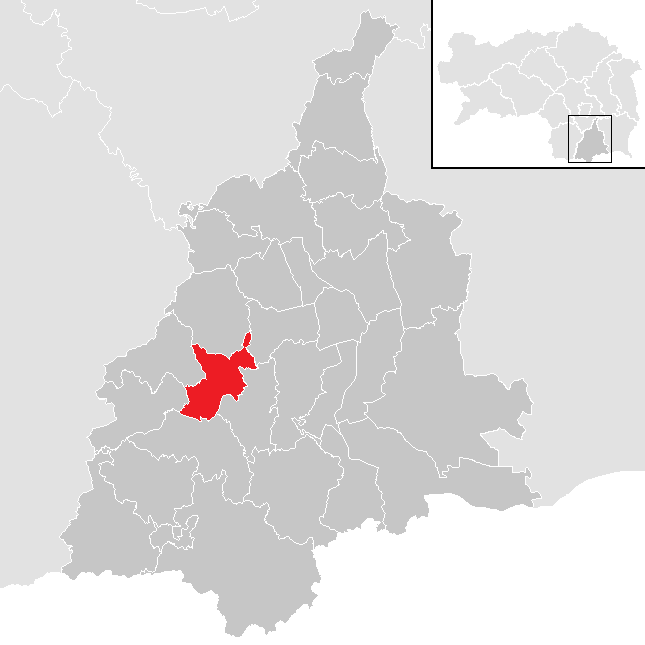
Kitzeck im Sausal a Leibnitzi járásban

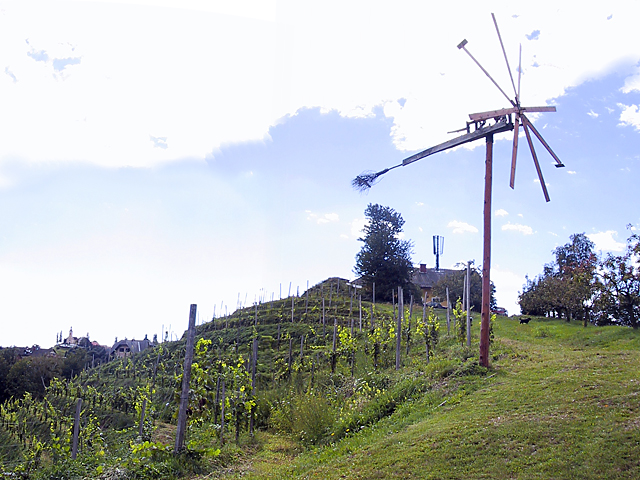
Délstájer madárijesztő, ún. klapotetz Kitzeckben

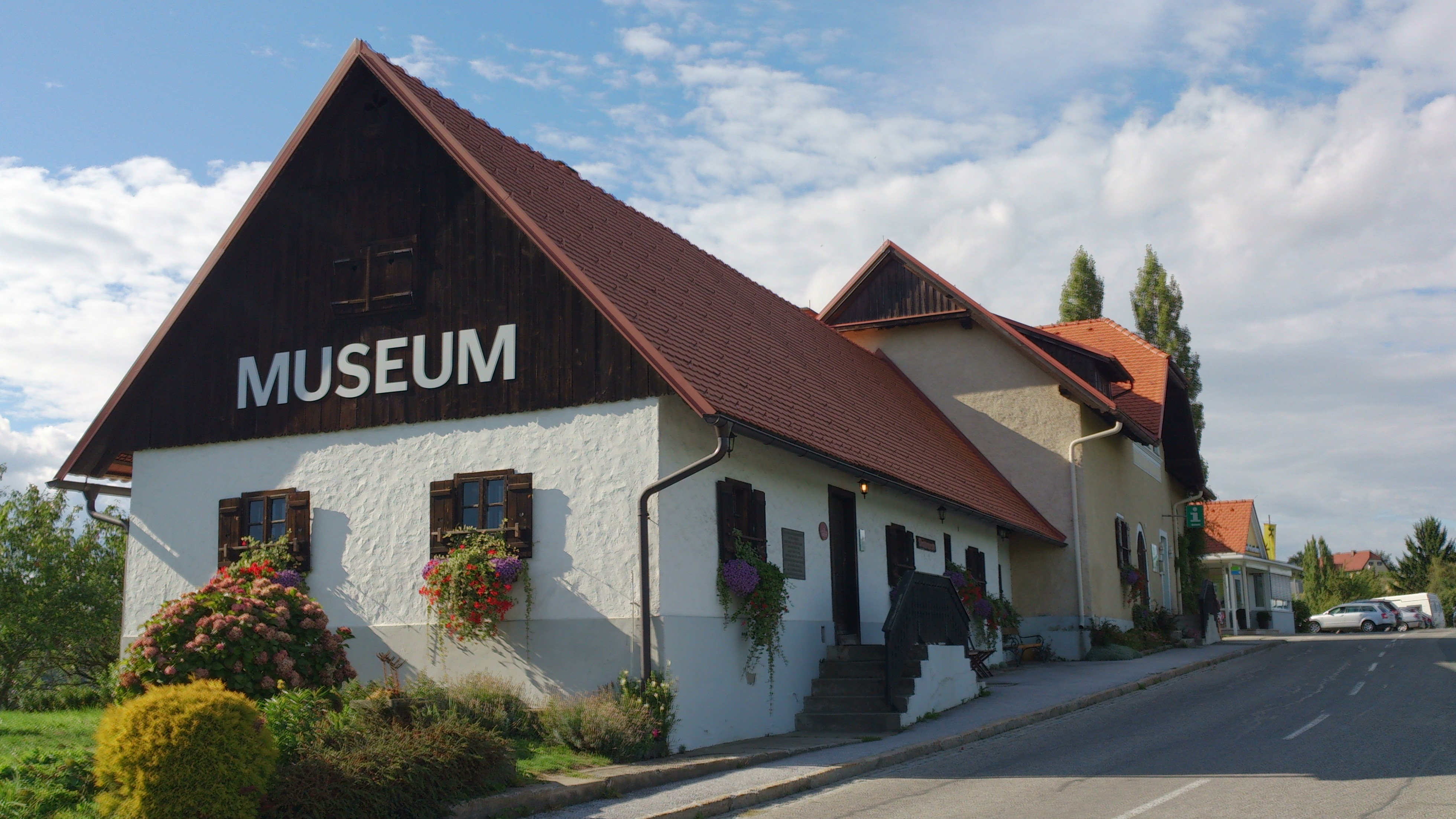
A bormúzeum

Kitzeck im Sausal a tartomány déli részén fekszik a Nyugat-Stájerország régióban, a sausali dombság borvidékén. Itt található egész Ausztria legmagasabban fekvő szőlőtermő vidéke. Az önkormányzat 7 katasztrális községben (Brudersegg, Einöd, Fresing, Gauitsch, Greith, Neurath, Steinriegel) 13 falut és településrészt fog össze: Brudersegg (110 lakos), Brudersegg Altenberg, Einöd (121), Fresing (331), Hollerbach, Gauitsch (153), Greith (118), Kroisgraben, Neurath (315), Oberneurath, Sauegg, Steinriegel (160), Unterneurath.
A környező települések: északra Sankt Nikolai im Sausal, északkeletre Tillmitsch, délkeletre Heimschuh, délre Großklein, délnyugatra Gleinstätten, nyugatra Sankt Andrä-Höch. 

## Története
A településen talált, szerpentinkőből készült kőbalta arról tanúskodik, hogy területe az őskorban is lakott volt. Más leletre a régészek nem bukkantak, így feltehetően erdő borította és számottevő lakosság a római időkben nem élt erre. A Sausal régió neve is a latin Solva silva (Sulmerdő, a Sulm egy közeli folyó) kifejezésből származik.
A Sausal név I. Ottó császár 970-es adománylevelében fordul elő először, amikor a Sulm és Laßnitz folyók közötti területet a salzburgi érseknek ajándékozta. A mai önkormányzat falvai közül Fresinget 1136-ban, Hollerbachot 1295-ben, Kitzecket pedig 1322-ben említik először, utóbbit a leibnitzi egyház urbáriumában. 
Az érsek bajor telepeseket hozatott, akik kiirtották az erdő jó részét, feltörték a földet és ők hozták be a szőlőtermelést is, amely a kedvező éghajlati körülmények között a lakosok egyik fő jövedelemforrásává változott. A középkorban a bortermelés jóval fontosabb volt mint ma, legnagyobb volumenét a 17. században érte el. A környéken mára csak Kitzeckben és a szomszédos Höchben maradt számottevő bortermelő közösség. A kitzecki szőlők mintegy 130 hektáron terülnek el. 
Az 1862-ben alakult önkormányzat 1952-ig Steinrigel nevét viselte; ekkor átnevezték Kitzeck im Sausal-ra.

## Lakosság
A Kitzeck im Sausal-i önkormányzat területén 2017 januárjában 1226 fő élt. A lakosság 1951 óta (akkor 1613 lakos) fokozatosan csökken. 2014-ben a helybeliek 95,8%-a volt osztrák állampolgár; a külföldiek közül 1,9% a régi (2004 előtti), 2,1% az új EU-tagállamokból érkezett. A munkanélküliség 3,2%-os volt. 

## Látnivalók

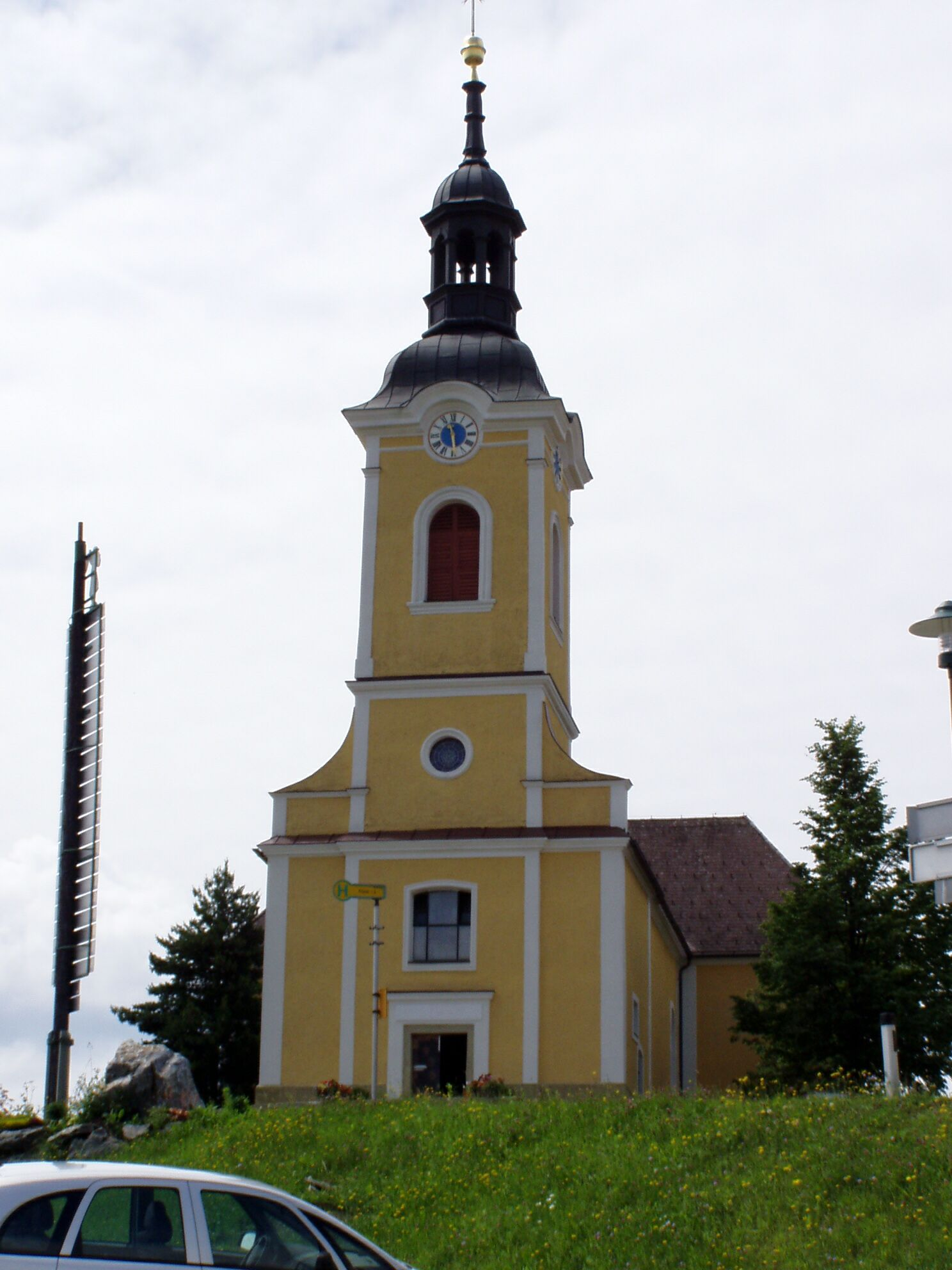
A plébániatemplom

- a steinrigeli Fájdalmas Mária-plébániatemplom mai formájában 1640-1644 között épült. Egy 1835-ös tűvész után tornyát újjáépítették. Rokokó főoltára a 18. század végéről való.
- a bormúzeum egy 1726-ban épített, 1910-ben kibővített vincellérházban működik Steinrigelben
- Fresing kápolnája
- Neurath kápolnája
- Steinrigel Mária-kápolnája

A Kitzecktől keletre fekvő Trebian településrészen jelent meg állítólag 1925-ben a trebiani kísértet. A szellemjárásnak a spiritiszta Maria Silbert vetett véget.

## Fordítás
- Ez a szócikk részben vagy egészben  a   Kitzeck im Sausal című német Wikipédia-szócikk ezen változatának fordításán alapul.  Az eredeti cikk szerkesztőit annak laptörténete sorolja fel. Ez a jelzés csupán a megfogalmazás eredetét és a szerzői jogokat jelzi, nem szolgál a cikkben szereplő információk forrásmegjelöléseként.